# Anthurium patens
Anthurium patens är en kallaväxtart som beskrevs av Thomas Bernard Croat. Anthurium patens ingår i släktet Anthurium och familjen kallaväxter. Inga underarter finns listade.